# Handwerkskammer für Schwaben
Die Handwerkskammer für Schwaben ist eine von 53 Handwerkskammern in der Bundesrepublik Deutschland und hat ihren Sitz in Augsburg. Sie vertritt rund 30.000 Mitgliedsbetriebe und befasst sich mit den Bereichen Selbstverwaltung und Interessenvertretung. Die amtliche Statistik weist dem Handwerk in Schwaben etwa 147.000 Beschäftigte zu, davon 9.427 Auszubildende. Diese erwirtschaften einen Umsatz von 21 Milliarden Euro.
Die Handwerkskammer für Schwaben sorgt für eine gemeinsame und solidarische Vertretung der Anliegen aller schwäbischen Handwerker in Politik und Öffentlichkeit. Sie erfüllt hoheitliche Aufgaben, beispielsweise das Führen der Handwerksrolle und Lehrlingsrolle, die Überwachung der Ausbildung, das Prüfungs- und Sachverständigenwesen sowie die Rechtsaufsicht über die schwäbischen Kreishandwerkerschaften und Innungen. Die Handwerkskammer bietet eine Beratung für ihre Mitglieder in den Bereichen Betriebswirtschaft, Handwerksrecht, Recht und Technik. Das Leistungsspektrum umfasst sämtliche Bereiche des betrieblichen Alltags – von A wie Arbeitsrecht bis U wie Umweltschutz.
Auch auf dem Gebiet der Aus- und Weiterbildung steht die Handwerkskammer für Schwaben Unternehmern, Beschäftigten und Lehrlingen sowie Jugendlichen und deren Eltern mit Rat und Tat zur Seite. Sie unterhält vier Bildungszentren an den Standorten Augsburg, Kempten, Memmingen und Weißenhorn. Dort bietet die HWK Schwaben als einer der größten Weiterbildungsanbieter in der Region zahlreiche Kurse und Seminare an.
Die Handwerkskammer ist eine Körperschaft des öffentlichen Rechts, die eine Vielzahl von Aufgaben, Dienstleistungen und Services für ihre Mitglieder erbringt. Diese Aufgaben sind gesetzlich in der Handwerksordnung festgelegt.

## Organisation
Die Mitglieder der Handwerkskammer für Schwaben entsenden ihre Vertreter in die Vollversammlung, die aus 45 Personen besteht. Davon sind 26 selbstständige Handwerker von Betrieben der Anlagen A und B1 (siehe Handwerksordnung), vier Inhaber von Betrieben des handwerksähnlichen Gewerbes (B2) sowie 15 Arbeitnehmervertreter, von denen 14 in Betrieben selbstständiger Handwerker der Anlagen A und B1 und einer in einem Betrieb des handwerksähnlichen Gewerbes (B2) beschäftigt sein müssen.
Auch die Geschäftsführung, die aus hauptamtlichen Mitarbeitern der Handwerkskammer besteht, wird von der Vollversammlung gewählt.
Der Vorstand ist für die Verwaltung der Handwerkskammer verantwortlich. Er besteht aus zwölf Mitgliedern, die aus der Mitte und von der Vollversammlung gewählt werden. Dem Gremium gehören der Präsident, die zwei Vizepräsidenten und neun weitere Vorstandsmitglieder an. Auch im Vorstand sind zwei Drittel der Mitglieder Arbeitgeber- und ein Drittel Arbeitnehmervertreter. Der Präsident der HWK ist stets Arbeitgebervertreter. Von den zwei Vizepräsidenten gehört einer der Arbeitgeber-, der andere der Arbeitnehmergruppe an. Nach außen wird die Handwerkskammer durch den Präsidenten und den Hauptgeschäftsführer vertreten.

## Geschichte
Viele Generationen schwäbischer Handwerker prägten die wirtschaftliche, gesellschaftliche und politische Entwicklung im heutigen Handwerkskammerbezirk Schwaben. Als im Jahre 1900 die Handwerkskammer für Schwaben (Bezeichnung bis 1937: Handwerkskammer von Schwaben und Neuburg) aufgrund einer Novelle zur Gewerbeordnung von 1897 gegründet wurde, fanden die Handwerksbetriebe in Schwaben 100 Jahre nach Auflösung der Zünfte neuen berufsständischen Zusammenhalt. Gründungsvorsitzender war J. N. Mederle. Im Gründungsjahr zählte man 53 Innungen.
Es galt damals in erster Linie, die längst anstehenden Fragen der Berufsorganisation und -ausübung sowie des beruflichen Bildungswesens neu zu regeln. Eine der ersten Tätigkeiten der Handwerkskammer war die Ausarbeitung von Vorschriften zur Regelung des Lehrlingswesens. Damit wurden die Voraussetzungen geschaffen, um für die Interessen der Mitgliedsbetriebe zu wirken und dem schwäbischen Handwerk die Mitwirkungsmöglichkeiten innerhalb der Gesellschaft zu schaffen, die ihm aufgrund seiner Dynamik und seiner wirtschaftlichen Leistungsfähigkeit zukommen. Neben all den berufsspezifischen Neuerungen wollte man auch die Motivation der Handwerker fördern. Hierzu wurden ab 1911 Auszeichnungen an alle Gesellen verliehen, die ohne Unterbrechung mindestens 20 Jahre dem gleichen Betrieb angehörten.
Während des Krieges arbeitete die Handwerkskammer für Schwaben besondere Lehrverträge für Kriegsbeschädigte aus, die von den übrigen deutschen Handwerkskammern übernommen wurden. In der Bombennacht vom Februar 1944 wurde das Kammergebäude am Schmidberg völlig zerstört. Nach Ende des Zweiten Weltkriegs begannen der Wiederaufbau und die Erweiterung des Gebäudes.
Durch das Gesetz zur Neuabgrenzung der Regierungsbezirke vom 27. Dezember 1971 kam es zu einigen Korrekturen im Zuständigkeitsbereich und zur Straffung der Organisation. So wurde der überwiegende Teil des Altlandkreises Aichach dem Regierungsbezirk Schwaben zugeordnet, während im Gegenzug der Großteil des damaligen Landkreises Neuburg/Donau zum Regierungsbezirk Oberbayern kam.
Anfang der achtziger Jahre sanierte und renovierte die Handwerkskammer für Schwaben das Brunnenmeisterhaus der Stadt Augsburg nach strengen Vorgaben der Denkmalpflege. Unter der Trägerschaft der Handwerkskammer für Schwaben beherbergt es heute das Schwäbische Handwerkermuseum.